# David J. Peterson
Pour les articles homonymes, voir David Peterson (homonymie) et Peterson.
David J. Peterson, né le 20 janvier 1981 à Long Beach (Californie), est un créateur de langues artificielles américain.

## Biographie

### Enfance et études
David J. Peterson naît le 20 janvier 1981 à Long Beach, en Californie,. Après avoir étudié à l'université de Californie à Berkeley entre 1999 et 2003, il obtient son baccalauréat ès lettres en anglais et en linguistique. Il obtient ensuite sa maîtrise ès lettres en linguistique, après avoir fait ses études à l'université de Californie à San Diego entre 2003 et 2006.
Sa fascination pour les langues construites lui vient quand il est à l’université, de sa rencontre avec l’espéranto, langue créée dans le but de faciliter la communication au niveau international tout en restant facile à apprendre. « C’est la première fois que je me suis dit que je pouvais créer mon propre langage, quelque chose à partager juste avec mes amis ». À la suite de cela, il crée sa première langue construite en combinant la simplicité de l’espéranto avec la structure de la langue arabe.

### Carrière linguistique
En 2007, David J. Peterson co-fonde, avec neuf autres linguistes, la Language Creation Society (LCS), une organisation à but non lucratif créée pour promouvoir les langues construites. Il en est le président de 2012 à 2014.
En 2009, David J. Peterson est choisi par la chaîne de télévision HBO pour développer le dothraki, la langue fictive des guerriers nomades de la série Game of Thrones. Cette langue est composée d'environ 1 800 mots, d'une structure grammaticale complexe et vient enrichir l'univers de cette communauté,,. David J. Peterson élabore ensuite le haut valyrien et le bas valyrien pour la même série.  Il a aussi affirmé en novembre 2014 avoir développé une nouvelle langue pour la cinquième saison de Game of Thrones, sans pouvoir en dire plus.
En 2013, David J. Peterson développe, pour la série Defiance de Syfy, quatre langues parlées par les extraterrestres (le castithan, l’irathient et l’indojisnen entre autres), ainsi qu'un système de nombres,. La même année, il crée le shiväisith, la langue parlée par les elfes noirs dans le film américain Thor : Le Monde des ténèbres.
En 2014, il développe le sondiv pour la série Star-Crossed, le lishepus pour Dominion et le trigedasleng pour la série The 100.
En 2021 et 2024, il est choisi par Denis Villeneuve pour recréer à l'écran le chakobsa, la langue du peuple Fremen dans Dune et Dune deuxième partie, adaptés du roman éponyme de Frank Herbert.